# Новокаїнликівська сільська рада
Новокаїнли́ківська сільська рада — муніципальне утворення у складі Краснокамського району Башкортостану, Росія. Адміністративний центр — село Новий Каїнлик.

## Населення
Населення — 1394 особи (2019, 1545 в 2010, 1544 в 2002).

## Склад
До складу поселення входять такі населені пункти:
| Населений пункт                 | Населення, осіб (2002) | Населення, осіб (2010) |
| ------------------------------- | ---------------------- | ---------------------- |
| Бурнюш, присілок                | 197                    | 197                    |
| Киргизово, присілок             | 104                    | 124                    |
| Купербаш, присілок              | 107                    | 95                     |
| Новий Каїнлик, село             | 576                    | 615                    |
| Новий Татиш, присілок           | 142                    | 133                    |
| Старий Каїнлик, присілок        | 122                    | 128                    |
| Шаріповського участка, присілок | 156                    | 117                    |
| Янгузнарат, присілок            | 177                    | 136                    |